# Nelmesia melanostachya
Nelmesia es un género monotípico de plantas herbáceas de la familia de las ciperáceas. Su única especie, Nelmesia melanostachya, es originaria de la República Democrática del Congo.

## Taxonomía
Nelmesia melanostachya fue descrita por Van der Veken y publicado en Bulletin du Jardin Botanique de l'État à Bruxelles 25: 143. 1955.